# Christiane Hörbiger
Christiane Hörbiger (ur. 13 października 1938 w Wiedniu, zm. 30 listopada 2022 tamże) – austriacko-szwajcarska aktorka telewizyjna.

## Wybrana filmografia
- 1955: Der Major und die Stiere jako Marie
- 1979: Victoria jako matka Wiktorii
- 1987-90: Dziedzictwo Guldenburgów (Das Erbe der Guldenburgs) jako Christine von Guldenburg
- 1988: Derrick jako dr Brigitte Kordes
- 1993: Derrick jako Ricarda Hohner
- 1994: Komisarz Rex jako Hermine Werner
- 1995: Derrick jako Martha Hauser
- 1996: Diebinnen jako Klara Herzog
- 1997: Derrick jako Lore Lenau
- 2000: Schwiegermutter (TV) jako Anna
- 2000: Schimanski jako Simone Popp
- 2001: Die Gottesanbeterin jako Beatrix 'Trixi' Jancik / Schernthaler
- 2004: Rogate ranczo (Home on the Range) jako Pani Calloway (głos, niemiecki dubbing)
- 2009: Annas zweite Chance (TV) jako Anna Ewald / Klahsen
- 2011: Die lange Welle hinterm Kiel (TV) jako Margarete Kämmerer
- 2012: Oma wider Willen jako Henriette Dietrichstein
- 2012: Die kleine Lady jako Gräfin
- 2013: Schon wieder Henriette jako Henriette Frey
- 2013: Stiller Abschied (TV) jako Charlotte Brüggemann
- 2015: Auf der Straße jako Hanna Berger